# Eustacomyia breviseta
Eustacomyia breviseta là một loài ruồi trong họ Tachinidae.